# Callobius paskenta
Callobius paskenta är en spindelart som beskrevs av Robin Ernest Leech 1972. Callobius paskenta ingår i släktet Callobius och familjen mörkerspindlar. Inga underarter finns listade.